# Cortandone
Cortandone est une commune italienne de la province d'Asti dans la région Piémont, située dans les collines de Montferrat.
La ville fait partie de la communauté colline' Valtriversa.

## Géographie
Le chef-lieu est situé dans la droite hydrographique de la vallée baignée par le rio di Monale et le territoire est caractérisé par des terrains à vocation très diversifiée en fonction de la structure du terrain, de la hauteur et de l’exposition. Les parties inférieures sont constituées de gisements marins, tandis que les collines présentent des argiles fortes alternant avec des sables.
La municipalité est principalement nichée dans les bois et est entourée de champs de maïs.
Les noisetiers sont également très répandus, culture typique du lieu. 

## Histoire
Cortandone a appartenu, au XIIe siècle, pendant plus de cent ans, aux « Di Cortandone » (seigneurs locaux).
Par la suite, le fief passa aux Mandra, puis encore aux Pallidi, Pallio, Scarampi et Di Macello.
Pendant plus d’un siècle, à partir de 1654, les Facello et les Pelletto furent les seuls seigneurs de Cortandone.

## Monuments et patrimoine
- De la place, en prenant la Via della Costa, on rejoint rapidement l’Hôtel de Ville où se trouve l’église paroissiale de Sant’Antonio Abate du XVIIIe siècle; l’église présente une façade de style baroque tardif avec des briques apparentes. Les décorations à l’intérieur remontent à 1907 et sont l’œuvre du peintre Giovanni Lamberti tandis que Luigi Morgari est à l’origine des représentations des quatre évangélistes et de saint Antoine qui ornent le plafond. Depuis le parvis de l’église Sant’Antonio Abate, on peut observer les restes des murs de l’ancien château, miné et gravement endommagé par les troupes françaises en 1705. Dans la seconde moitié du siècle suivant, le reste fut démoli.
- En parcourant la route à droite de la paroisse, on arrive à la petite église de San Carlo, lieu de dévotion populaire déjà mentionné dans un héritage de 1626; autrefois entourée de vignes, elle est aujourd’hui immergée dans le bois.
- Dans le hameau de Campìa, nous trouvons la petite église de San Grato reconstruite aux dépens des villages en 1863.
- Église en l’honneur du Christ Sauveur, érigée dans la seconde moitié du XVIIIe siècle où se dressait un ancien pylône.
- Signalons également un point panoramique dans le hameau de Campia, le banc géant "Serpanca" et la fresque réalisée en octobre 2021 par l’artiste Roberto Collodoro représentant une coquille, qui unit les gens et les saisons de la vie, inauguré le 24 octobre 2021, le travail est de taille : 9 x 4 mètres

## Fêtes, foires
En Septembre dans le village est célébrée la Fête des Masches, les sorcières dans la langue piémontaise, des figures légendaires de la tradition de Langa et Monferrato. 
La spécialité gastronomique est représentée par la Bagna càuda, célébrée par 57 éditions, par le proloco du village, pendant tous les week-ends du mois de novembre. 

## Administration
| Période                                  | Période | Identité              | Étiquette                       | Qualité |
| ---------------------------------------- | ------- | --------------------- | ------------------------------- | ------- |
| 1985                                     | 1990    | Giovanni Goria        | Démocratie chrétienne           | Maire   |
| 1990                                     | 1995    | Giovanni Goria        | Démocratie chrétienne           | Maire   |
| 1995                                     | 1999    | Giulio Lampiano       | Parti démocrate de la gauche    | Maire   |
| 1999                                     | 2004    | Giulio Lampiano       | Lista civica                    | Maire   |
| 2004                                     | 2009    | Giorgio Fedele Brosio | Lista civica                    | Maire   |
| 2009                                     | 2014    | Claudio Stroppiana    | Lista civica Noi per cortandone | Maire   |
| 2014                                     | 2019    | Claudio Stroppiana    | Lista civica Noi per cortandone | Maire   |
| 2019                                     |         | Claudio Stroppiana    | Lista civica Noi per cortandone | Maire   |
| Les données manquantes sont à compléter. |         |                       |                                 |         |

### Communes limitrophes
Camerano Casasco, Cinaglio, Cortazzone, Maretto, Monale